# Homeognathia brevis
Homeognathia brevis is een eenoogkreeftjessoort uit de familie van de Lubbockiidae. De wetenschappelijke naam van de soort is voor het eerst geldig gepubliceerd in 1908 door Farran.